# Ronald Blom
Ronald Blom (1948) is een Nederlandse topman. Hij is vooral bekend als voorzitter van de raad van bestuur van ENECO Energie.
Ronald Blom studeerde sociale wetenschappen. Hij begon zijn carrière als organisatieadviseur. Later werd hij directeur van een dochteronderneming van VNU en lid van de raad van bestuur van krantenuitgever PCM. In 1997 stapte hij over naar de raad van bestuur van ENECO Energie. In april 2000 werd hij voorzitter van de raad van bestuur. In april 2006 werd bekend dat Blom eind 2006 met pensioen gaat, hij zal opgevolgd worden door zijn RvB-collega Jeroen de Haas.
Bij zijn pensioen startte hij de stichting Ukengee, die zich bezighoudt met het introduceren van internet in zuidelijk Tanzania via scholen.
Hij werd landelijk bekend doordat hij optrad in een televisiecommercial van ENECO, waarin hij zich liet interviewen door het cabaretduo Zusjes Voogd.